# Waldenburg (Szászország)
Waldenburg település Németországban, azon belül Szászország tartományban. Lakosainak száma 3923 fő (2023. december 31.).

## Népesség
A település népességének változása:
| Lakosok száma | 4375 | 4027 | 4012 | 3934 | 3938 | 3923 |
|               | 2010 | 2017 | 2019 | 2021 | 2022 | 2023 |